# Politologie
Politologia este una din disciplinele care formează domeniul științelor politice; din perspectiva dezideratului de a sintetiza rezultatele din științele politice, politologia poate fi considerată disciplina fundamentală a științelor politice.
Politologia are drept subiect de studiu sfera politicului și urmărește surprinderea într-o imagine generală a vieții politice, a fenomenelor, a conduitelor, și a acțiunilor politice.
Știința politică cuprinde numeroase sub-domenii, inclusiv politică comparativă, economie politică, relații internaționale, filozofie politică, administrație publică, politică publică și metodologie politică. Mai mult, știința politică este legată și se bazează pe domeniile: economie, drept, sociologie, istorie, filosofie, geografie, psihologie și antropologie.

## Istorie
Ca știință socială, știința politică contemporană a început să se formeze în a doua jumătate a secolului al XIX-lea. La acea vreme a început să se separe de filosofia politică, care își trasează rădăcinile înapoi la lucrările lui Aristotel și Platon, care au fost scrise cu aproape 2.500 de ani în urmă. Termenul de "știință politică" nu a fost întotdeauna distins de filosofia politică, iar disciplina modernă are un ansamblu clar de antecedente, incluzând și filosofia morală, economia politică, teologia politică, istoria și alte domenii care se referă la determinările normative ale a ceea ce ar trebui să fie cu deducerea caracteristicilor și funcțiilor statului ideal.

## Prezentare generală
Oamenii de știință politici studiază chestiuni legate de alocarea și transferul puterii în luarea deciziilor, rolurile și sistemele de guvernare, inclusiv guvernele și organizațiile internaționale, comportamentul politic și politicile publice. Ei măsoară succesul guvernării și al politicilor specifice prin examinarea multor factori, inclusiv stabilitatea, justiția, bogăția materială, pacea și sănătatea publică. Unii oameni de știință politică încearcă să avanseze pozitiv (încercarea de a descrie cum sunt lucrurile, spre deosebire de modul în care ar trebui să fie), analizând politica. Alții avansează teze normative, făcând recomandări politice specifice.

### Revoluția comportamentală și noul instituționalism
În anii 1950 și 1960, o revoluție comportamentală care accentuează studiul sistematic și riguros științific al comportamentului individual și al grupului a reflectat disciplina. Un accent pe studierea comportamentului politic, mai degrabă decât a instituțiilor sau a interpretării textelor juridice, a caracterizat știința politică comportamentală timpurie, inclusiv activitatea lui Robert Dahl, Philip Converse și colaborarea dintre sociologul Paul Lazarsfeld și savantul opiniei publice Bernard Berelson.

### Anticiparea crizelor
Teoria tranzițiilor politice și metodele de analiză și anticipare a crizelor formează o parte importantă a științei politice. Au fost propuși câțiva indicatori generali de criză și metode pentru anticiparea tranzițiilor critice. Dintre acestea, a fost propus un indicator statistic al crizei, creșterea simultană a varianțelor și corelațiilor în grupuri mari pentru anticiparea crizelor și utilizarea cu succes în diferite domenii. Aplicabilitatea sa pentru diagnosticarea precoce a crizelor politice a fost demonstrată prin analiza perioadei de stres prelungite care precede criza economică și politică din 2014. A existat o creștere simultană a corelației totale dintre cele 19 mari temeri publice din societatea ucraineană (cu aproximativ 64%) și, de asemenea, în dispersia lor statistică (cu 29%) în anii de dinainte de criză. O caracteristică împărtășită de anumite revoluții majore este că nu au fost prezise. Sa dezvoltat, de asemenea, teoria inevitabilității evidente a crizelor și revoluțiilor.

## Istoria științei politice ca disciplină academică
Ca disciplină academică, politica a început să fie inclusă în curricula universităților europene de la sfârșitul secolului al XIV-lea. Inițial, învățătura ei era limitată la studiul «Politicii» lui Aristotel.
Schimbarea calitativă a predării politicii a avut loc în a doua jumătate a secolului al XIX-lea, în mare parte datorită dezvoltării sociologiei și metodologiei pozitivismului. Facultățile de științe politice au apărut în universitățile europene și nord-americane. Prima, în 1857, a fost deschisă Departamentul de Istorie și Științe Politice de la Universitatea Columbia (SUA, 1857).
Simpozionul internațional privind științele politice, organizat în 1948 sub auspiciile UNESCO, a jucat un rol semnificativ în dezvoltarea educației științelor politice. Apoi a fost propus termenul "științe politice" și sa elaborat o recomandare pentru introducerea predării disciplinei relevante în cadrul sistemului de învățământ superior.